# Gabriel Pareyon
Gabriel Paréyon est un compositeur et musicologue mexicain né à Zapopan le 23 octobre 1974.

## Biographie
Originaire de l’État de Jalisco, il étudie à l’École de musique de l’Université de Guadalajara (1989-92) et au Conservatoire national de musique à Mexico, dirigé par Mario Lavista (1995-98). Par ailleurs, il fréquente les cours de professeurs tels que Franco Donatoni, Vinko Globokar, Toshio Hosokawa et Manfred Trojahn. Il obtient un master en composition au Conservatoire Royal de La Haye (2004), dans la classe de Clarence Barlow, et il fait ses études de Doctorat à l'Université de Helsinki, sur la cognition, le langage et la musique, avec Eero Tarasti.
Il a obtenu le Prix international Andrzej Panufnik pour jeunes compositeurs (Cracovie, 2001), la mention lauréat dans le concours Jurgenson du Conservatoire Tchaikovski (Moscou, 2003) et le prix du Concours mondial de composition pour le saxophone (Bangkok, 2006).
Il a écrit des pièces pour solistes, ensembles, chœur, orchestre symphonique, opéra et musique théâtrale, qui ont été présentés en divers pays de l'Amérique et l'Europe. En France sa musique est jouée par l'Ensemble Aleph.

## Ouvrages
- Aspects of Order in Language and in Music, Royal Conservatoire, La Haye, 2004.
- On Musical Self-Similarity, Université d'Helsinki, 2011.
- José F. Vasquez (1896-1961), Gouv. de Jalisco, Guadalajara, 1997 (biographie et analyse de l'œuvre musicale).
- Benigno de la Torre (1856-1912), CENIDIM, Mexico, 2018, deux volumes (biographie et musique pour le piano).
- Clemente Aguirre (1828-1900), CENIDIM, Mexico, 2022, cinq volumes (biographie et musique pour le piano, petite harmonie et orchestre).
- Diccionario de música en México, Gouv. de Jalisco, Guadalajara, 1995; 2me edition, Mexico, 2007, deux volumes.